# Juju Chang

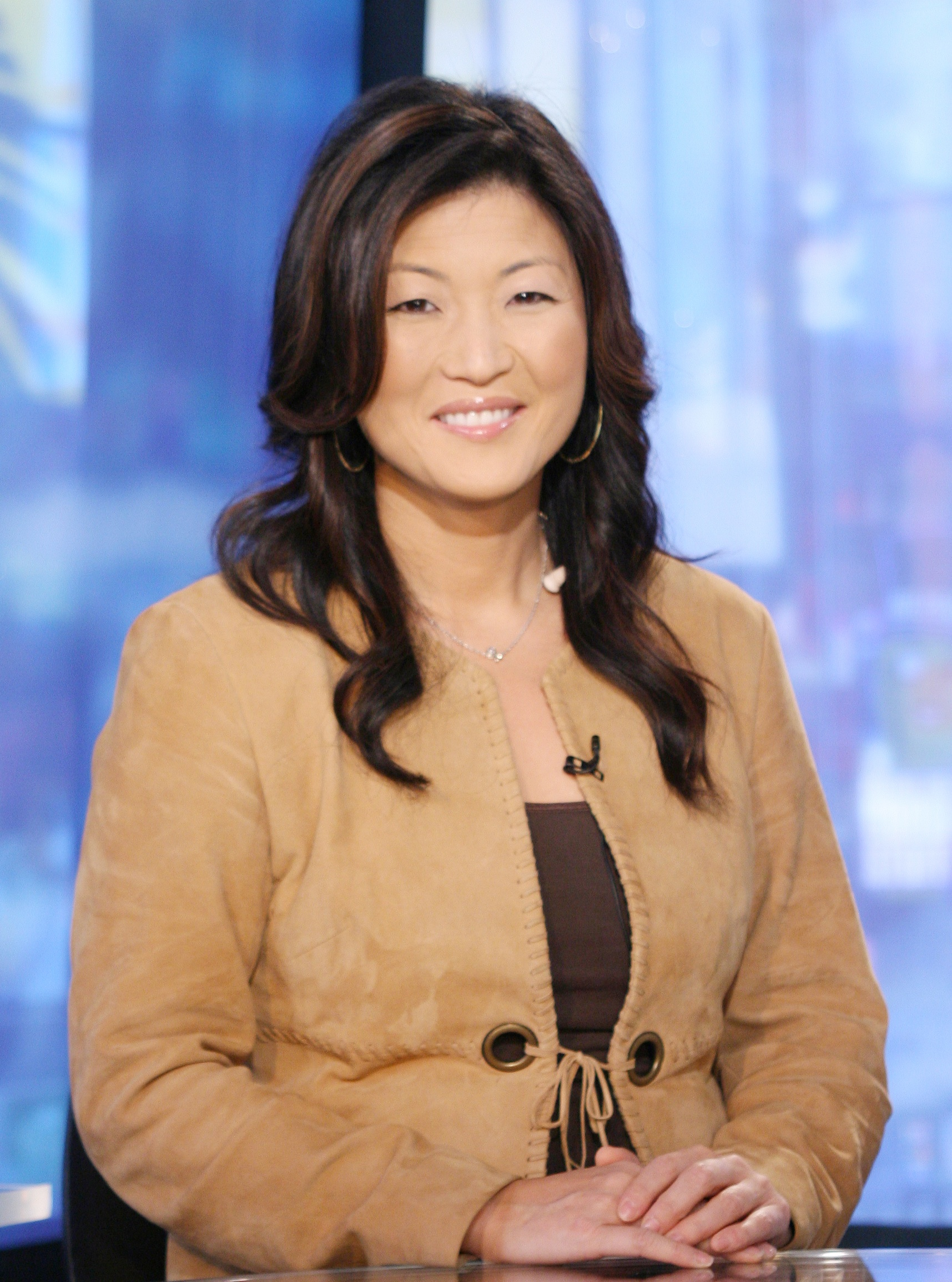
Juju Chang im März 2007

Hyunju „Juju“ Chang (* 17. September 1965) ist eine amerikanische Fernsehjournalistin für ABC News und ist derzeit Moderatorin von Nightline. Sie hat zuvor als Sonderkorrespondentin und Ersatzsprecherin für Nightline gearbeitet und war von 2009 bis 2011 auch Nachrichtensprecherin für die Morgennachrichtensendung Good Morning America von ABC News.

## Leben
Juju Chang wurde in Seoul als Tochter von Okyong und Palki Chang geboren und wuchs nach der Auswanderung ihrer Familie in die USA im Jahr 1969 in Sunnyvale auf. Sie besuchte die Marian A. Peterson High School für ein Jahr, aber nachdem die Schule in eine Mittelschule umgewandelt wurde, absolvierte Chang die Adrian C. Wilcox High School im Jahr 1983. In jungen Jahren war Chang eine national eingestufte Schwimmerin.
1987 schloss sie die Stanford University mit einem Bachelor of Arts in Politikwissenschaft und Kommunikation ab. In Stanford wurde sie außerdem mit dem Edwin Cotrell Political Science Preis ausgezeichnet.

## Karriere

### Frühe Karriere
Chang begann 1984 für ABC zu arbeiten. 1991 wurde sie Produzentin und Off-Air-Reporterin für ABC World News Tonight und produzierte Live-Event-Berichterstattung und Geschichten für das Segment American Agenda. Zu ihren Off-Air-Berichterstattungsaufgaben gehörten der Golfkrieg von 1991 (in dem sie in Dhahran ansässig war) und die US-Präsidentschaftswahlen 1992.
Für World News Tonight produzierte sie eine Serie über die Gesundheit von Frauen, die 1995 einen Alfred I. duPont–Columbia University Award gewann. Sie verließ World News Tonight 1995, um Reporterin für KGO-TV, eine ABC-Tochtergesellschaft, in San Francisco zu werden, die über staatliche und lokale Nachrichtenthemen berichtet.

### Zurück zu ABC News
Nach einem Jahr bei KGO-TV kehrte Chang 1996 zu ABC News zurück und übernahm die Rolle de Korrespondentin für den ABC-Affiliate-Nachrichtendienst NewsOne in Washington D.C. Bei NewsOne berichtete sie über das Weiße Haus, Capitol Hill und die Präsidentschaftswahlen 1996.
Sie kehrte 1998 zu World News Tonight zurück und berichtete über Geschichten wie den Hurrikan George, den Jahrestag der Atomkatastrophe von Tschernobyl und die Bombenanschläge auf US-Botschaften in Kenia und Tansania.

### 20/20undNightline
Chang hat viele Berichte zu ABCs Nachrichtenmagazin 20/20 beigetragen, darunter ein Artikel über Tansanias Schwarzmarkt für Albino-Körperteile im Jahr 2009. Sie hat seitdem Wechsel zu GMA über ernsthafte Nachrichtenereignisse und auf ABCs Nightline berichtet, darunter den Fall der Heparin-Verungung und die In-vitro-Fertilisationsindustrie, und als Moderatorin für den Spielfilm Im Körper des Feindes der Show.

### Good Morning America
Chang war die erste koreanische Amerikanerin in einer prominenten Rolle in einer US-Morgennachrichten-Fernsehsendung, als sie am 14. Dezember 2009 zu Good Morning America kam. Sie trägt Nachrichten und Segmente für die Show bei, zusätzlich zu ihrer Rolle als Nachrichtensprecherin.
Als Nachrichtensprecher bei Good Morning America berichtete Chang über das Erdbeben in Haiti im Januar 2010. Sie reiste nach Haiti, um über die Folgen der Naturkatastrophe zu berichten, interviewte Einheimische und fand Verwandte eines haitianischen Freundes. Später nahm sie am Housatonic Valley Sprint Triathlon am 11. September 2010 teil, um in Zusammenarbeit mit Good Morning America Geld für die UNICEF-Hilfsbemühungen in Haiti zu sammeln.
Für eine Reihe von Berichten, die am 25. Juni 2010 auf Good Morning America ausgestrahlt wurden, reiste Chang nach Seoul. Während ihres Besuchs in Südkorea interviewte sie den südkoreanischen Präsidenten Lee Myung-bak über die Beziehung zwischen Nord- und Südkorea nach dem Untergang eines südkoreanischen Kriegsschiffs.
Im September 2011 interviewte Chang den Generalsekretär der Vereinten Nationen Ban Ki-moon im UN-Hauptquartier.

### Nightline
Am 29. März 2011 wurde bekannt gegeben, dass Chang Good Morning America verlassen wird, um eine Vollzeitrolle bei Nightline zu übernehmen, wie ABC News-Präsident Ben Sherwood ankündigte. Chang wurde eine besondere Korrespondentin und Ersatzmoderatorin. Sie hatte die letzten 15 Monate als Moderatorin für GMA sowie als Mitarbeiterin von 20/20 und World News verbracht, Programmen, mit denen sie weiterhin arbeiten wird. Am 27. März 2014 wurde Chang zum Co-Moderator von Nightline ernannt und ersetzte Cynthia McFadden, die ABC verließ, um NBC News beizutreten.

### Andere Arbeitsstellen
Zusätzlich zu ihren Rollen bei ABC hat Chang auch eine Serie für dne Public Broadcasting Service (PBS) moderiert. 1999 moderierte sie eine siebenteilige Fernsehserie mit dem Titel The Art of Women's Health. Sie moderierte außerdem eine interaktive digitale Show für ABC News NOW namens Moms Get Real, die darauf abzielt, die Realitäten der modernen Mutterschaft zu zeigen, sie hatte auch einen Cameo-Auftritt in Episode 19 der zweiten Staffel von ABCs Hit-Primetime-Drama Revenge.

## Auszeichnungen
Für ihre Arbeit im Fernsehjournalismus hat Chang eine Reihe von Auszeichnungen erhalten. Ihre früheste journalistische Auszeichnung war 1995 ein Alfred I. duPont Award für eine Serie über die Gesundheit von Frauen, die mit Peter Jennings produziert wurde. Zusätzlich zum duPont Award hat Chang zwei Gracie Awards gewonnen, einen für einen Bericht über den gerichtlichen Aktivismus für NOW, ein Nachrichtenmagazin auf PBS, und einen für Women and Science, ein Profil von Ben Barres, einem Transgender-Neurobiologen, für 20/20. Sie hat drei Emmy Awards für ihre Arbeit mit ABC gewonnen, darunter einen für ihre Rolle als Korrespondentin bei ABCs Live-Berichterstattung über kalifornische Waldbrände im Jahr 2008. Sie hat auch einen Freddie-Preis (für Gesundheits- und medizinische Medien) für The Art of Women's Health erhalten, eine Serie, die sie für PBS moderierte.

## Persönliches
Chang heiratete am 2. Dezember 1995 den Nachrichtenmanager Neal Shapiro. Zu dieser Zeit konvertierte sie zum Judentum. Chang und Shapiro haben drei Söhne. Sie ist in der asiatisch-amerikanischen Gemeinschaft als Gründungsmitglied der Korean American Community Foundation und aktives Mitglied des Council on Foreign Relations aktiv. Ab 2011 lebte die Familie in der West Side von Manhattan.
Im Jahr 2015 war Chang Co-Gastgeber des jährlichen Frühlingsessens der New York Society for the Prevention of Cruelty to Children.
Chang ist die Tante von Toronto Blue Jays Pitcher Mitch White.